# Hans-Joachim Maaz
Hans-Joachim Maaz (* 17. Februar 1943 in Niedereinsiedel, Reichsgau Sudetenland) ist ein deutscher Psychiater, Psychoanalytiker und Autor.

## Leben und beruflicher Werdegang
Hans-Joachim Maaz wuchs in Sebnitz in Sachsen auf. 1962 bis 1968 studierte er Medizin an der Universität Halle und wurde 1974 Facharzt für Neurologie und Psychiatrie. Danach leitete er eine neurologisch-psychiatrische Abteilung in Beeskow, wo er 1980 den Facharzttitel für Psychotherapie erwarb. Maaz war langjähriger Vorsitzender der Deutschen Gesellschaft für analytische Psychotherapie und Tiefenpsychologie (DGAPT) sowie in gleicher Funktion Vorsitzender des Choriner Instituts für Tiefenpsychologie und psychosoziale Prävention (CIT), das er gemeinsam mit seiner Frau betreibt.
Von 1980 bis zu seinem Ruhestand 2008 war er Chefarzt der Psychotherapeutischen und Psychosomatischen Klinik im Evangelischen Diakoniewerk Halle. Dort entwickelte er psychoanalytische, tiefenpsychologische und körperpsychotherapeutische Therapieformen, vor allem im Bereich der stationären Gruppenpsychoanalyse. Unter dem Dach der Kirche konnte er relativ unabhängig vom DDR-Regime arbeiten. So organisierte er 1988 eine Weiterbildung zur Intendierten Dynamischen Gruppentherapie mit Heinz Benkenstein als Supervisor.

## Tätigkeit als Autor
Bekannt geworden ist Maaz durch seine Tätigkeit als Autor. Von 1989 bis 1991 hatte er eine regelmäßige Kolumne im Jugendradio DT64. 1990 erschien sein vielbeachtetes Buch Der Gefühlsstau, in dem er die Wechselwirkungen von staatlicher Repression im DDR-System mit den psychischen Befindlichkeiten der Bevölkerung untersuchte. Er publizierte hier erstmals seine Sicht auf die Gesellschaft der DDR als Psychotherapeut und blickte zurück: „Die Erfahrung, dass jeder Mensch, dem ich begegnet bin, randvoll mit seelischem Elend ist, […] hat mein Leben entscheidend beeinflusst.“ In seinen Folgewerken setzte er sich auch kritisch mit der Situation im wiedervereinigten Deutschland auseinander und nahm insbesondere die psychischen Hintergründe und Folgen des Scheiterns der DDR in den Blick. Ein weiterer Schwerpunkt seiner Betrachtungen gilt dem Narzissmus, in seinen Ausführungen lehnt er sich wesentlich an die Vorstellungen und Konzepte von Heinz Kohut an.
Schwerpunkt seiner späteren populären Bücher wie Die Liebesfalle sind Beziehungen und der Einfluss der prägenden Erfahrungen in der Familie. Des Weiteren arbeitete er auch als Autor und Herausgeber von Fachpublikationen. Daneben äußert er sich zu aktuellen Fragen. Vor dem Hintergrund seiner Erfahrung mit den psychischen Auswirkungen der frühen Krippenbetreuung in der DDR unterstützt er den familienpolitisch christlich-konservativen Interessenverband Familiennetzwerk, der frühe Fremdbetreuung von Säuglingen und Kleinkindern ablehnt und sich für eine bindungszentrierte Früherziehung im familiären Rahmen einsetzt.
Nach seiner Pensionierung im Jahre 2008 arbeitet Maaz weiterhin als Autor und tritt in den Medien in Erscheinung. So war er z. B. bis Anfang 2013 monatlicher Gast bei Alles Psycho? im MDR Figaro. 2012 stellte er im Schweizer Radio DRS 2 sein Buch Die narzisstische Gesellschaft vor; 2015 war er im Tischgespräch und 2016 im Tagesgespräch des westdeutschen Radiosenders WDR 5 präsent. Sein 2017 veröffentlichtes Buch Das falsche Leben stellte er in einem Vortrag an der Universität Leipzig vor, der sein Lebenswerk zusammenfasst, und gab dazu auch dem Fernsehsender RT-TV ein Interview.

## Politischer Standpunkt
In der DNN analysierte er im Oktober 2017 in einem Interview das ostdeutsche Wahlverhalten. Im gleichen Jahr gehörte Maaz zu den Unterzeichnern der von der Dresdener Buchhändlerin und Pegida-Sympathisantin Susanne Dagen initiierten Unterschriftensammlung Charta 2017, die das Verhalten des Börsenvereins des Deutschen Buchhandels im Hinblick auf die Proteste gegen die Präsenz von als rechts eingeordneten Verlagen bei der Frankfurter Buchmesse kritisierte.
In der im Frühjahr 2018 erschienenen Streitschrift Hört endlich zu! Weil Demokratie Auseinandersetzung bedeutet berief sich der Theologe und Politiker Frank Richter u. a. auf eine Äußerung von Maaz, als er die undifferenzierten Verurteilungen in Politik und Gesellschaft gegenüber den frühen Pegidademonstrationen in Ostdeutschland als Fehler charakterisierte.
Auch nach den Ausschreitungen in Chemnitz 2018 warb Maaz Ende August um Verständnis für die Demonstranten, wehrte sich gegen deren generelle Einordnung als Rechtsextreme und kritisierte in diesem Zusammenhang pauschalisierende Reaktionen der Chemnitzer Oberbürgermeisterin Barbara Ludwig (SPD) und der Bundesregierung.
Hans-Martin Schönherr-Mann schrieb in seiner Buchkritik zu Maaz’ Buch Das falsche Leben auf spektrum.de im September 2018, dass Maaz „jede gesellschaftliche Entwicklung, die nicht zu seiner politischen Meinung“ passe, „als mehr oder weniger krankhaft“ abstempele und dabei „vor höchst angreifbaren Thesen und expliziter Fremdenfeindlichkeit“ nicht zurückschrecke.
Er nahm während der COVID-19-Pandemie in Deutschland ab 2020 in seinen Veröffentlichungen, Interviews und Vorträgen eine kritische Haltung zu den getroffenen Maßnahmen ein, solidarisierte sich mit Demonstrierenden und nahm auch selbst an Protestveranstaltungen teil.

## Publikationen
- 1968: Zur Frage der Enzymurie der Ratte bei experimenteller Nierenschädigung durch Oxazolidindion. Dissertation, Universität Halle, 1968, DNB 481554521.
- 1990: Der Gefühlsstau. Ein Psychogramm der DDR. Argon Verlag, Berlin 1990 (Verlag C.H.Beck, München 2010, ISBN 978-3-406-60098-2).
- 1991: Das gestürzte Volk oder die verunglückte Einheit. Argon, Berlin 1991, ISBN 3-87024-710-X.
- 1991: mit Michael Lukas Möller: Die Einheit beginnt zu zweit. Ein deutsch-deutsches Zwiegespräch. Rowohlt, Berlin 1991, ISBN 3-87134-027-8.
- 1992: Die Entrüstung. Deutschland Deutschland. Stasi, Schuld und Sündenbock. Argon, Berlin 1992, ISBN 978-3-87024-713-3.
- 2005: Der Lilith-Komplex. Die dunklen Seiten der Mütterlichkeit. Dtv, München 2005, ISBN 978-3-423-34201-8.
- 2007: Die Liebesfalle. Spielregeln für eine neue Beziehungskultur. Beck, München 2007, ISBN 978-3-406-56228-0.
- 2007: Wenn wir wieder fühlen können. Auswege aus dem Lilith-Komplex. Herder, Freiburg 2007, ISBN 3-451-28314-X.
- 2009: Die neue Lustschule: Sexualität und Beziehungskultur. Beck, München 2009. DTV, München 2012, ISBN 978-3-423-34709-9.
- 2012: Die narzisstische Gesellschaft. Ein Psychogramm. Beck, München 2012. DTV, München 2014, ISBN 3-423-34821-6.
- 2014: Hilfe! Psychotherapie. Wie sie funktioniert und was sie leistet. Beck, München 2014, ISBN 978-3-406-66078-8.
- 2017: Das falsche Leben. Ursachen und Folgen unserer normopathischen Gesellschaft. Beck, München 2017, ISBN 978-3-406-70555-7.
- 2018: mit Ingeborg Szöllösi: Keine Mutter ist perfekt. Der Umgang mit dem Lilith-Komplex. Mitteldeutscher Verlag, Halle/S. 2018, ISBN 978-3-96311-143-3.
- 2020: Das gespaltene Land. Ein Psychogramm. Beck, München 2020, ISBN 978-3-406-75087-8.
- 2020: mit Dietmar Czycholl, Aaron B. Czycholl: Corona – Angst. Was mit unserer Psyche geschieht. Frank & Timme, Berlin 2020, ISBN 978-3-7329-0723-6.
- 2022: Angstgesellschaft. Frank & Timme, Berlin 2022, ISBN 978-3-7329-0852-3.
- 2023: Friedensfähigkeit und Kriegslust. Frank & Timme, Berlin 2023, ISBN 978-3-7329-0972-8.

- Michael Geyer (Hrsg.): Psychotherapie in Ostdeutschland. Geschichte und Geschichten 1945–1995. Mit Beiträgen von H.-J. Maaz, Vandenhoeck, 2011, ISBN 3-525-40177-9.[19]
- Uta Kolano: Kollektiv d’Amour – Liebe, Sex und Partnerschaft in der DDR. Mit Interview mit H.-J. Maaz. Jaron, Berlin 2012, ISBN 978-3-89773-669-6.
- Christoph Seidler, u. a. (Hrsg.): Das Spiel der Geschlechter und der Kampf der Generationen. Gruppenanalyse in Ost und West. Mit dem Beitrag von H.-J. Maaz: Warum ich Publizist geworden bin und dennoch Gruppentherapeut geblieben bin. Vandenhoeck, Göttingen 2010, ISBN 978-3-525-40169-9.

## Auszeichnungen
- Sonderpreis des Mind Awards 2020/21[20]